# Kassopéa (dème)
Le dème de Kassopéa, en grec moderne : Δήμος Κασσωπαίων / Dímos Kassopéon, est un ancien dème du district régional de Corfou, en Grèce. Depuis 2010, il est fusionné au sein du dème de Corfou-Nord.
Selon le recensement de 2011, la population du dème compte 2 185 habitants.